# グエン・ヴァン・カオ
グエン・ヴァン・カオ（ベトナム語：Nguyễn Văn Cao / 阮文高, 1923年11月15日 - 1995年7月10日）は、ベトナムの作曲家で、同国国歌である進軍歌（Tiến Quân Ca）の作詞、作曲を手掛けたことで有名である。

## 経歴
ハイフォンに生まれる。長くナムディン省で生活していたが、最期は首都ハノイで終えている。
| スタブアイコン | サブスタブ | この項目は、まだ閲覧者の調べものの参照としては役立たない、音楽関係者（バンド等）に関連した書きかけの項目です。この項目を加筆・訂正などしてくださる協力者を求めています（P:音楽/PJ:芸能人）。 |